# Elecciones al Congreso de los Diputados de abril de 2019 (Islas Baleares)
Las elecciones al Congreso de los Diputados de 2019 se celebraron en la provincia de Baleares el domingo 28 de abril, como parte de las elecciones generales convocadas por Real Decreto dispuesto el 4 de marzo de 2019 y publicado en el Boletín Oficial del Estado el día siguiente. Se eligieron los 8 diputados del Congreso correspondientes a la circunscripción electoral de las Islas Baleares, mediante un sistema proporcional (método d'Hondt) con listas cerradas y un umbral electoral del 3%.

## Resultados
Los comicios depararon 3 escaños al Partido Socialista Obrero Español, 2 a Podemos-EUIB y 1 a Ciudadanos, al Partido Popular y a Vox.
| Candidatura                                          | Candidatura                                          | Votos   | %                                       | Escaños                                 |
| ---------------------------------------------------- | ---------------------------------------------------- | ------- | --------------------------------------- | --------------------------------------- |
|                                                      | Partido Socialista de las Islas Baleares (PSIB-PSOE) | 136 358 | 26,34                                   | 3                                       |
|                                                      | Unidas Podemos (Podemos-EUIB)                        | 92 241  | 17,82                                   | 2                                       |
|                                                      | Ciudadanos-Partido de la Ciudadanía (Cs)             | 90 214  | 17,43                                   | 1                                       |
|                                                      | Partido Popular (PP)                                 | 87 143  | 16,84                                   | 1                                       |
|                                                      | Vox (Vox)                                            | 58 382  | 11,28                                   | 1                                       |
|                                                      |                                                      |         |                                         |                                         |
| ARA-MÉS-ESQUERRA (Veus Progressistes)                | ARA-MÉS-ESQUERRA (Veus Progressistes)                | 25 384  | 4,90                                    | 0                                       |
| El Pi-Proposta per les Illes (El Pi)                 | El Pi-Proposta per les Illes (El Pi)                 | 11 671  | 2,25                                    | 0                                       |
| Partido Animalista Contra el Maltrato Animal (PACMA) | Partido Animalista Contra el Maltrato Animal (PACMA) | 8811    | 1,70                                    | 0                                       |
| Recortes Cero-Grupo Verde (R0-GV)                    | Recortes Cero-Grupo Verde (R0-GV)                    | 1259    | 0,24                                    | 0                                       |
| Actúa (PACT)                                         | Actúa (PACT)                                         | 792     | 0,15                                    | 0                                       |
| Por un Mundo más Justo (PUM+J)                       | Por un Mundo más Justo (PUM+J)                       | 682     | 0,13                                    | 0                                       |
| Votos válidos                                        | Votos válidos                                        | 512 937 | 100,00                                  | 8                                       |
| Votos nulos                                          | Votos nulos                                          | 5602    | Participación: · \| \| 67,58 % \| 5,00% | Participación: · \| \| 67,58 % \| 5,00% |
| Votantes                                             | Votantes                                             | 523 190 | Participación: · \| \| 67,58 % \| 5,00% | Participación: · \| \| 67,58 % \| 5,00% |
| Electores                                            | Electores                                            | 774 123 | Participación: · \| \| 67,58 % \| 5,00% | Participación: · \| \| 67,58 % \| 5,00% |
|                                                      | 67,58 %                                              |         |                                         |                                         |

## Diputados electos
Relación de diputados electos:
| N.º | Nombre                                | Lista | Lista          |
| --- | ------------------------------------- | ----- | -------------- |
| 1   | Pere Joan Pons Sampietro              |       | PSOE           |
| 2   | Antonia Jover Diaz                    |       | Unidas Podemos |
| 3   | Joan Mesquida Ferrando                |       | Cs             |
| 4   | Margalida Prohens Rigo                |       | PP             |
| 5   | Sofia Hernanz Costa                   |       | PSOE           |
| 6   | Magdalena Margarita Contestí Rosselló |       | Vox            |
| 7   | Lucía Miriam Muñoz Dalda              |       | Unidas Podemos |
| 8   | Pau Morlà Florit                      |       | PSOE           |